# 新加坡參政司
新加坡參政司（英語：Resident Councillor, Singapore），是新加坡殖民地開埠早期的官職，為海峽殖民地輔政司的前身，於1819年2月設立，當時的職稱名為新加坡駐紮官兼指揮官（Resident and Commandant, Singapore），負責統領當地政務。
駐紮官一職在1826年因海峽殖民地成立而改稱參政司，到1832年，海峽殖民地總督由檳城遷到新加坡辦公，自此總督取代參政司成為新加坡最高級別的官員。在1858年，英政府從東印度公司接管管治印度的權力，參政司的身份遂由原來的東印度公司僱員過渡成為殖民地公務員。在1867年，海峽殖民地取得皇家殖民地的地位，殖民地由原來從屬於英屬印度，改為直轄於英國殖民地部，參政司一職結果由海峽殖民地輔政司所取代。

## 歷史沿革

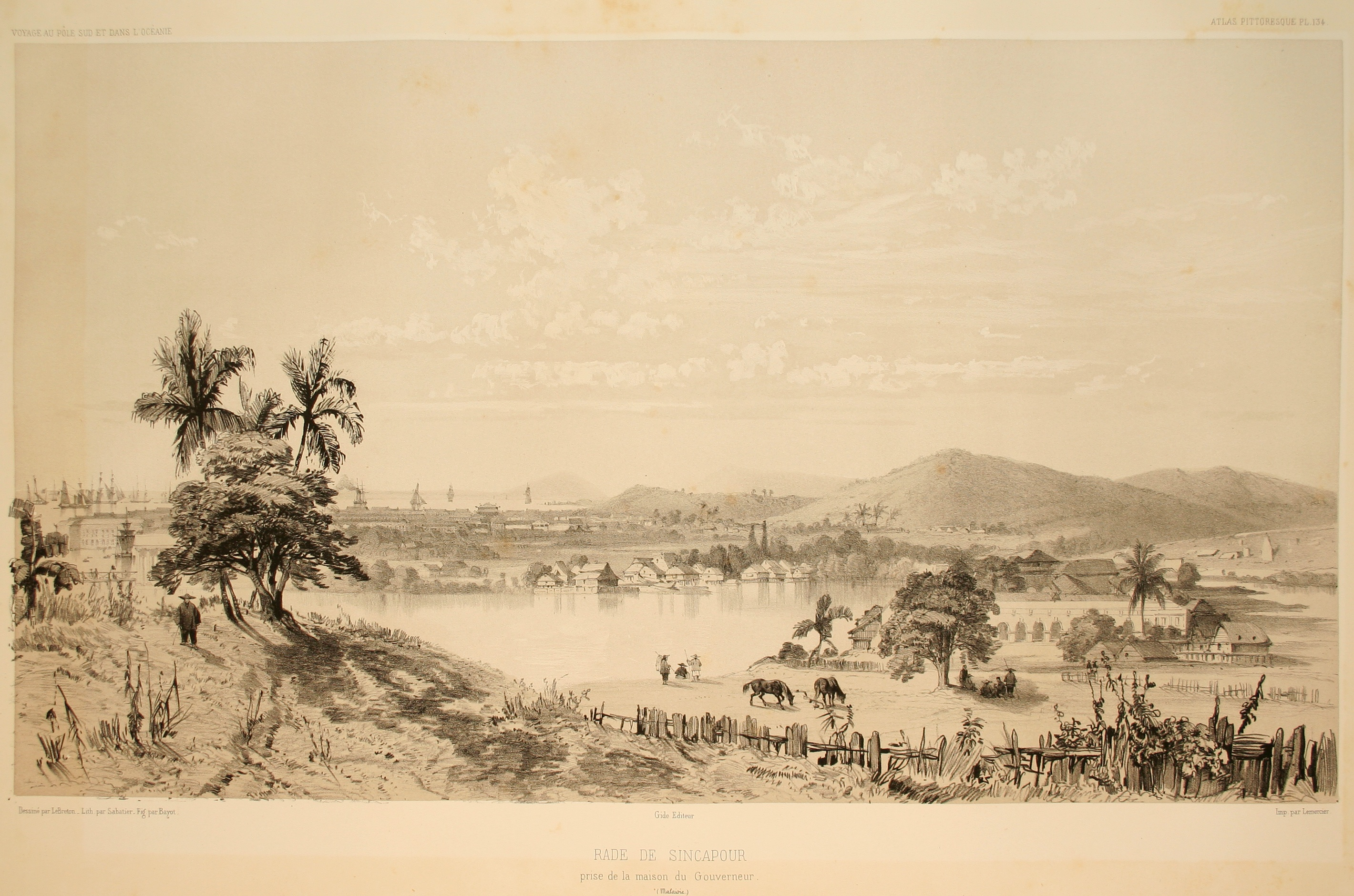
開埠初年的新加坡（繪於1846年）

在大英帝國積極向外擴張的背景下，英屬東印度公司的勢力早於18世紀末已開始由印度慢慢觸及馬來亞半島。在1819年2月，東印度公司旗下明古魯總督斯坦福·萊佛士爵士率先為英國在新加坡開通商埠，並任命馬六甲駐紮官威廉·法誇爾中校（Lieutenant-Colonel William Farquhar）為首任新加坡駐紮官兼指揮官，統領商埠政務，為新加坡的殖民地史揭開序幕。
在1826年，東印度公司把新加坡與旗下商埠檳城和馬六甲統合成為海峽殖民地（又稱「三州府」），開始作出更有效和系統的管治，駐紮官一職遂改組為新加坡參政司，並繼續成為新加坡最高級別的官員，與檳城參政司和馬六甲參政司分管三地政務，但從屬於在檳城辦公的海峽殖民地總督。在1832年，海峽殖民地總督遷到新加坡辦公，從此總督取代新加坡參政司成為當地最高級的官員。
海峽殖民地最初屬於印度的省級（Presidency）地區，但在1830年被降格為附屬於孟加拉省的駐紮地（Residency），一直到1851年，海峽殖民地才改為直屬於印度總督，最終控制權則仍舊落在倫敦的東印度公司董事局。在1858年，東印度公司因印軍嘩變而被英政府正式削奪多年以來對印度的管治權力，並由英政府設立英屬印度，對印度作出直接治。儘管海峽殖民地政府繼續對英屬印度政府負責，但參政司一職在體制上則由原來的東印度公司僱員納入到殖民地公務員系統。
到1867年，英政府殖民地部決定把海峽殖民地從英屬印度分立為獨立的皇家殖民地，並且直接向殖民地部負責，由軍人出身的末任新加坡參政司羅納德·麥波申上校（Colonel Ronald MacPherson）遂過渡成為首任海峽殖民地輔政司。至此，一共有八名人士曾實任新加坡駐紮官兼指揮官或新加坡參政司一職，前後合共經歷48年。
新加坡參政司雖然是海峽殖民地輔政司的前身，但兩者的工作性質卻不盡相同。一方面，輔政司的地位比參政司高；但另一方面，輔政司的主要職責是監督和統籌政務，而新加坡參政司的職權卻更為廣泛，在東印度公司時期所涉及的職務包括警務、司法、地政、船政、郵務、海關和市政等範疇。

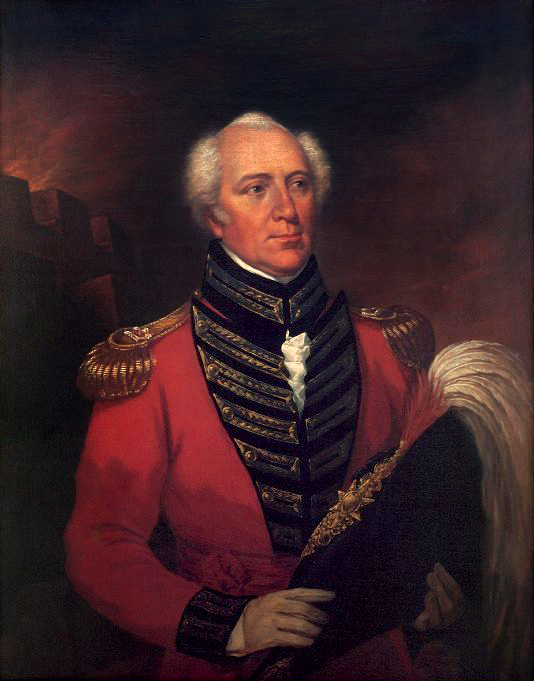
威廉·法誇爾
（William Farquhar）
新加坡駐紮官兼指揮官
（1819年－1823年）

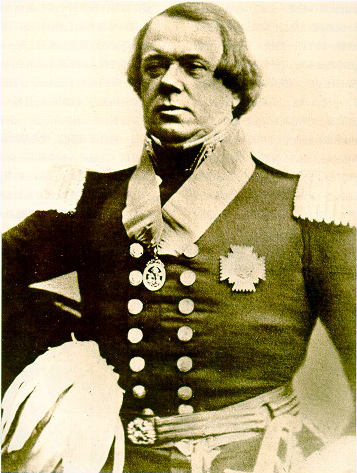
文咸
（Samuel George Bonham）
新加坡參政司
（1833年—1836年）

## 歷任駐紮官／參政司

### 新加坡駐紮官兼指揮官（1819年－1826年）
| 中文名          | 英文名                              | 任期                        |
| 威廉·法誇爾中校 | Lieutenant-Colonel William Farquhar | 1819年2月6日—1823年4月26日  |
| 約翰·克勞福醫生 | Dr John Crawfurd                    | 1823年5月27日—1826年8月15日 |

### 新加坡參政司（1826年－1867年）
| 中文名               | 英文名                    | 任期                         |
| 約翰·普賴斯          | John Price                | 1826年8月15日—1827年11月18日 |
| 肯尼斯·莫契森        | Kenneth Murchison         | 1827年11月29日—1833年12月    |
| 文咸                 | Samuel George Bonham      | 1833年12月—1836年11月18日    |
| 托馬斯·邱奇          | Thomas Church             | 1837年3月4日—1856年          |
| 亨利·薩默塞特·麥肯西 | Henry Somerset MacKenzie  | 1856年9月22日—1859年         |
| 羅納德·麥波申上校    | Colonel Ronald MacPherson | 1860年—1867年                |

## 注腳
1. 1 2 3  "Singapore", retrieved on 13 March 2012.
2. ↑  The Statesman's Year-Book 1941, page 182.
3. ↑  "Penang", retrieved on 13 March 2012.
4. ↑  "Malacca", retrieved on 13 March 2012.
5. 1 2 3  Lepoer, 1989.
6. ↑  "Straits Settlements", retrieved on 13 March 2012.
7. ↑  The Statesman's Year-Book 1955, page 245.
8. ↑  Sutherland, 16 September 2009.
9. ↑  Braddell, Brooke and Makepeace, page 90.

## 外部連結
- Past and present leaders of Singapore, Singapore Infopedia - National Library of Singapore